# Дзьобова акула грубоноса
Дзьобова акула грубоноса (Deania hystricosa) — акула з роду Дзьобова акула родини Ковтаючі акули. Інша назва «грубоноса акула-собака».

## Опис
Загальна довжина сягає 1,09 см. Самиці більші за самців. Голова помірно велика. Морда вузька та довга. Очі помірно великі, овальні. За ними є великі бризкальця. Тулуб кремезний. Шкіряні зубчики дуже великі, нагадують формою вили, тому шкіра у цієї акули шорстка (особливо на морді — звідси походить назва цієї акули). Має 2 спинних плавця з рифленими шипами. Передній спинний плавець дуже довгий та низький. Анальний плавець відсутній. Забарвлення однотонне, чорно-коричневе.

## Спосіб життя
Тримається на глибинах від 471 до 1900 м, у верхніх та середньому континентальному й острівному схилах. Воліє до скелястих місцин. Вночі підіймається вище до поверхні. Живиться костистими рибами та кальмарами.
Це яйцеживородна акула. Самиця має до 12 ембріонів, народжується до 2 акуленят.
Місцеві риболови вживають в їжу м'ясо та печінку, яка багата на сквален.

## Розповсюдження
Ареали розкидані: біля Азорських та Канарських островів, Мадейри, Намібії, ПАР, південної Японії і Нової Зеландії.